# New Belgica
Le New Belgica est une réplique de la RV Belgica (1884), un navire de recherche scientifique.

## Réplique
En 2006, l'ASBL New Belgica a été créé avec l'intention de construire une réplique du Belgica. Le projet a été officiellement lancé le 9 septembre 2007 à Boom, Anvers par Kris Peeters. La Construction a été achevée en 2013.
À partir de 2010, le projet a été soutenu par le Fonds Européen de Développement Régional's Echoes2c. Commencé à Steenschuits le chantier a été délocalisé aux docks de Noeveren. L'aboutissement du projet a rencontrés deux difficultés majeures :  
- Les projets incluant le New Belgica ont été suspendues par la région.
- Les autorités maritimes belges ont refusé d'accorder un certificat de navigabilité pour le nouveau navire, sans modifications importantes pour répondre aux normes modernes.

Le navire a obtenu une place dans le Port d'Anvers comme un musée flottant, à côté de la Red Star Line museum. 